# Crowbar (banda)
Crowbar es una banda estadounidense de sludge metal, originada en Nueva Orleans, Luisiana, en 1989 y caracterizada por su extremada lentitud, baja afinación y canciones pesadas y taciturnas que también contienen momentos rápidos de hardcore punk. Crowbar es considerada una de las bandas de metal más influyentes de la escena de Nueva Orleans.

## Orígenes
La banda comienza a formarse en 1988, cuando Kirk Windstein se une a la banda hardcore punk Shell Shock en Nueva Orleans. Ahí conoce a Jimmy Bower, quien era el baterista, y rápidamente se hacen amigos. La banda se termina cuando Mike Hatch, su guitarrista, se suicida a finales de 1988. La banda, reemplaza a Hatch con Kevin Noonan, continuando como Aftershock, donde Windstein y Bower comienzan a tocar una mezcla de hardcore punk y doom metal, en muy baja afinación. Bajo ese nombre sacan un demo a mediados de 1989, y entonces se renombran WREQIUEM, entonces Mike Savoie, su bajista, deja la banda (Continuó dirigiendo videos musicales para Crowbar, Down, y Pantera), y Todd Strange se une. Entonces en 1990 se pasan a llamar The Slugs, y sacan un demo a mediados de 1990, pero la banda se separó. Kirk consideró convertirse en el guitarrista de Exhorder, pero al final con Todd rearmaron la banda, con Craig Nunenmacher en la batería, y Kevin Noonan otra vez en la guitarra. La Banda se pasa a llamar Crowbar a mediados de 1991.

## Historia
Su primer álbum, Obedience Through Suffering salió a la venta en 1991, pero falló en alcanzar notoriedad. Para 1993 el álbum ‘Crowbar’, un amigo personal Phil Anselmo (Pantera, Down y Superjoint Ritual) produjo la grabación, el cual finalmente los llevó a una promoción en MTV's Headbanger's Ball. Además, los videos "All I Had (I Gave)" y "Existence is Punishment" fueron reproducidos en la serie cómica televisiva Beavis and Butt-Head. Siguiendo con su éxito la banda siguió grabando videos musicales, embarcándose en giras más grandes con Pantera, y grabando más álbumes.
Su imagen chistosa, inmortalizada en "Home Video 3" de Pantera y el video "Like Broken Glass", hicieron decaer su fama. La banda continuó grabando y girando. En 1994, el video de Pantera para la canción 'I'm Broken' mostraba a Phil Anselmo llevando una camiseta de Crowbar / Eyehategod. El batero original Craig Nunenmacher dejó la banda en 1996 y fue reemplazado por Jimmy Bower de Down y Eyehategod, y para el lanzamiento del año 1996, "Broken Glass", Anselmo puso algunas voces secundarias en algunas pistas.
En el 2000, después de grabar y sacar a la venta Equilibrium con Sid Montz en la batería, el batero original Craig Nunenmacher se reincorporó a la banda, para la gira "Penchant For Violence Tour" con Black Label Society y Sixty Watt Shaman. En la mitad de la gira, Nunenmacher reemplazo a Phil Ondich el batero de Black Label Society, teniendo así doble responsabilidad durante el resto de la gira, finalmente se convirtió en el batero permanente de Black Label Society.
La banda continúa actuando, tomando prestado miembros de bandas de metal de Nueva Orleans como Goatwhore y Acid Bath. En su publicación de 2005, Lifesblood for the Downtrodden, Rex Brown el bajista de Pantera, aportó sus habilidades en el bajo y el teclado. El productor de Down, Warren Riker, los asistió en la producción.
También en 2005, "Existence" apareció en el DVD de Beavis & Butt-Head: The Mike Judge Collection #3.
En marzo de 2008 anunciaron que sus álbumes — "Crowbar" (1993), "Time Heals Nothing" (1995) y "Live+1" EP (1995) serían reeditados en Europa el 21 de abril de 2008 con algunos bonus y pistas multimedia.
La banda también es conocida por hacer covers de otras bandas y hacerlas más pesadas. Crowbar hizo un cover de Gary Wright, "Dream Weaver", en el álbum Equilibrium, uno de Iron Maiden, "Remember Tomorrow" en "Odd Fellows Rest", y otro de Led Zeppelin "No Quarter" en "Crowbar".
Kirk también afirma que habrá un álbum nuevo y una gira inacabable en 2009 al cumplirse el aniversario N°20 de la formación de la banda.
El 24 de mayo de 2009, se anunció que Housecore Récords de Phil Anselmo, re-lanzaría el viejo material de Crowbar.

## Miembros

### Miembros actuales
- Kirk Windstein - vocales y guitarras (1989-2002, 2004-presente) (Down y Kingdom of Sorrow).
- Todd "Sexy T" Strange - bajo (1989-2000, 2016-presente).
- Tommy Buckley - batería (2005–presente) (Soilent Green y Christ Inversion).
- Matthew Brunson – guitarra (2009-presente) (Kingdom of Sorrow).

### Miembros anteriores
- Mike Savoie - bajo (1989).
- Patrick Bruders - bajo (2005-2013) (Goatwhore, Down).
- Wayne "Doobie" Fabra - batería (1991).
- Travis - guitarras (1991).
- Craig Nunenmacher - batería (1991–1995, 2000, 2004 - 2005) (Black Label Society).
- Kevin Noonan - guitarras (1989–1990, 1991-1993).
- Matt Thomas - guitarras (1993–1997).
- Jay Abbene - guitarras (tocó en algunos shows a finales de 1996) (Wrathchild America).
- Jimmy Bower - batería (1989-1990, 1996–1998) (Eyehategod, Down, Superjoint Ritual, Corrosion of Conformity y Debris Inc).
- Sammy Duet - guitarras (1998–2002) (Acid Bath, Goatwhore).
- Steve Gibb (Hijo de Barry Gibb) - guitarras y voces secundarias (2004-2009) (Kingdom of Sorrow y Black Label Society).
- Sid Montz - batería (2000).
- Tony Costanza - batería (2001) (Machine Head).
- Rex Brown - bajo, guitarra acústica, teclado (2004-2005) (Pantera, Down).
- Jeff "Okie" Okoneski - bajo (Near Life Experience, Alyze, Skarrd).

## Discografía

### Discos de estudio
- 1991: Obedience Through Suffering (26 de septiembre, Pavement Records).
- 1993: Crowbar (12 de octubre, Pavement Records).
- 1995: Time Heals Nothing (23 de mayo, Pavement Records).
- 1996: Broken Glass (29 de octubre, Pavement Records).
- 1998: Odd Fellows Rest (7 de julio, Mayhem Records).
- 2000: Equilibrium (7 de marzo, Spitfire Records).
- 2001: Sonic Excess in its Purest Form (8 de agosto, Spitfire Records).
- 2005: Lifesblood for the Downtrodden (8 de febrero, Candlelight Records).
- 2011: Sever the Wicked Hand (8 de febrero, E1 Music).
- 2014. Symmetry in black (26 de mayo, Century Media).
- 2016. The Serpent Only Lies (28 de octubre, E1 Music)
- 2022. Zero And Below (4 de Marzo , MNRK Heavy)

### Discos en vivo
- Live +1(EP) (29 de marzo de 1994, Pavement Records).

### Demos
- Aftershock (1989, Self-released)
- Slugs (1990, Self-released)

### Video musicales
- "Subversion" (1991)
- "All I Had (I Gave)" (1993)
- "Existence Is Punishment" (1993)
- "The Only Factor" (1995)
- "Broken Glass" (1996)
- "Like Broken" (Video de Larga Duración) (1997)
- "I Feel the Burning Sun" (2000)
- "Dead Sun" (2005) (Filmado en Miami, Florida alrededor de agosto de 2004 and *dirigido por John-Martin Vogel y Robert Lisman)
- "Lasting Dose" (vivo) (2005)
- "Planets Collide" (vivo) (2005)
- "Scattered Pieces Lay" (vivo) (2005)
- "Slave No More" (2005) (Filmado en Miami, Florida en el 21 de junio de 2005 y dirigido por John-Martin Vogel y Robert Lisman)
- "The Cemetery Angels" (2010)
- "Walk with Knowledge Wisely" (2014)

### DVD
- Live: With Full Force

Lista de temas:
1. "Self-Inflicted"
2. "I Am Forever"
3. "The Lasting Dose"
4. "Burn Your World"
5. "New Dawn"
6. "High Rate Extinction"
7. "Planets Collide"
8. "All I Had (I Gave)"
9. "(Bonus Materials)"

Estudio: Candlelight, Fecha de salida del DVD: 6 de febrero de 2007, Duración: 90 minutos